# Jivanmukta
Le jīvanmukta ou jīvan-mukta (sanskrit IAST ; devanāgarī : जीवन्मुक्त ; « délivré ou libéré vivant »), est dans l'hindouisme un yogi ayant atteint, durant son vivant, l'état de moksha, la libération (jīvanmukti) du cycle des réincarnations.

## Dans l'hindouisme
C'est un adepte ou yogi qui a brisé les chaines du samsara. Il a ainsi atteint le moksha avant sa mort.
Adi Shankara dans Viveka Chudamani décrit ainsi le jīvanmukta : « Il vit dans une constante béatitude, il a presque oublié l’univers des phénomènes. Même lorsque sa pensée est immergée en Brahman, il est néanmoins tout à fait éveillé, mais en même temps libre des caractéristiques de l’état de veille. Il n’a plus l’idée de “je” et de “mien”, même pour le corps qui le suit comme une ombre. Il ne se remémore pas les jouissances passées, ne s’inquiète pas de l’avenir et considère le présent avec indifférence. Il regarde avec équanimité le monde empli d’éléments qui possèdent des mérites et des démérites. Lorsque se présentent des choses agréables ou pénibles, il garde dans les deux cas la même attitude et son esprit n’est pas troublé. Il lui est indifférent que son corps soit adoré par les bons ou tourmenté par les méchants. »
Selon Vivekananda, « il est plus facile de devenir un jîvanmukta (libéré dès cette existence) que d’être un âchârya [précepteur spirituel]. Car le premier des deux sait que le monde est un rêve et ne s’en préoccupe pas. Un âchârya sait aussi que c’est un rêve, mais il doit y rester et y travailler. »

## Dans le sikhisme
Dans le sikhisme, jīvanmukti correspond à l'idéal à atteindre pour l'humain qui suit un chemin spirituel. Le concept de mukti est à rapprocher du moksha de l'hindouisme et du nirvana des bouddhistes, ou encore du salut des chrétiens. L'âme individuelle (jiva) doit s'unir à l'Âme Suprême, l'Un universel. Jivanmukti est donc la croyance qu'une personne peut atteindre la libération, l'illumination pendant sa vie actuelle et non pas de par sa mort. Jivan veut dire: vie, mukti: libération.
L'ego est le barrage entre Dieu et l'humain pour les sikhs. Le Service désintéressé ou sewa, la méditation ou kirtan sont des voies à suivre pour obtenir la libération spirituelle. Le Guru Granth Sahib, le livre saint des sikhs stipule : « Il se livre complètement à la volonté de Dieu », en parlant de l'homme en quête spirituelle qui a atteint le stade de père de famille.
Pour le sikh, il faut lutter contre son ego en méditant sur le nom de Dieu (kirtan) et en pratiquant le service désinteressé, (sewa), pour obtenir la libération spirituelle: c'est la voie du karma; la voie de la connaissance aide aussi le croyant à se libérer. La prière et l'austérité sont deux autres chemins à suivre également, dans cette optique, suivant le sikhisme. Le concept de Gurmukh est important dans cette optique c'est-à-dire qu'il faut avoir les idées fixées sur Dieu et ses commandements. La grâce divine appelée aussi nadar compte aussi afin d'obtenir la libération.